# Nisí Soúda
Nisí Soúda är en ö i Grekland.   Den ligger i regionen Kreta, i den södra delen av landet, 280 km söder om huvudstaden Aten. Arean är 0,14 kvadratkilometer.
Terrängen på Nisí Soúda är platt. Öns högsta punkt är 21 meter över havet. 